# NGC 448

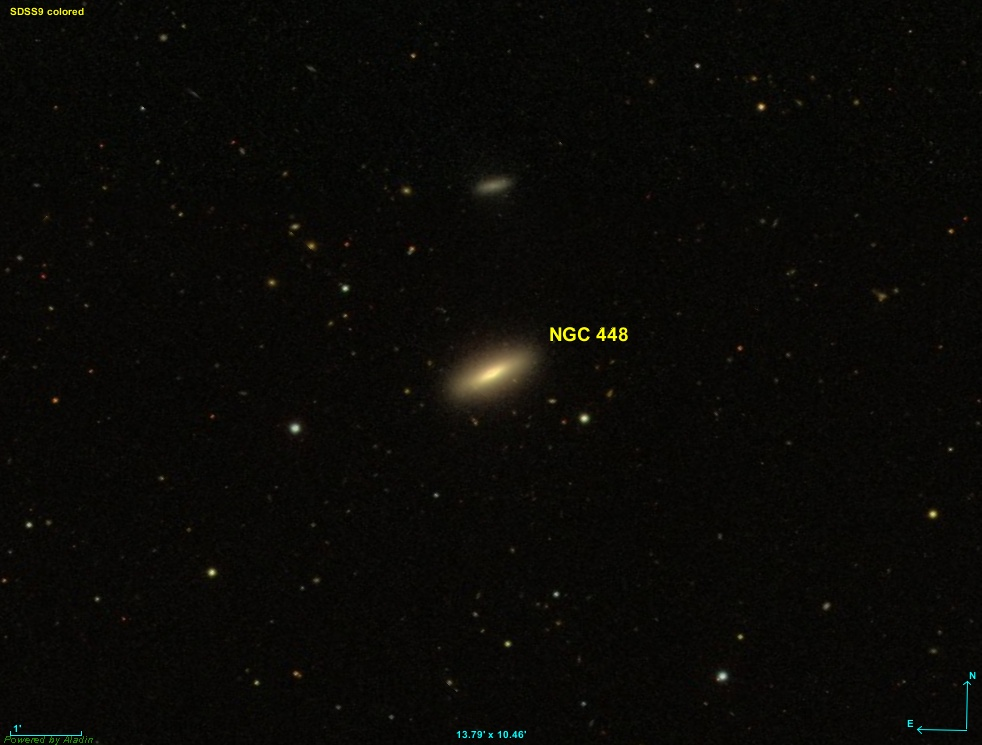
NGC 448 (SDSS)

NGC 448 è una galassia lenticolare situata nella costellazione della Balena a una distanza di circa 88 milioni di anni luce dalla Terra.
Fu scoperta il 2 settembre 1886 da Lewis Swift.